# Ковалёв, Венедикт Ефимович
Ковалёв Венеди́кт Ефи́мович (1915—1941) — Герой Советского Союза, участник Великой Отечественной войны, лейтенант.

## Биография
Родился 27 марта 1915 года в селе Городище Брянского уезда (ныне — в черте города Брянска) в семье рабочего.
Закончил 7 классов, школу ФЗУ. До призыва в Красную Армию работал на бежицком заводе «Красный Профинтерн».
Срочную службу проходил в 1933—1935 годах, после чего вновь работал токарем, оператором на том же заводе, одновременно обучаясь в школе пилотов при Бежицком аэроклубе, стал его инструктором. В 1938 году по специальному набору поступил в военную школу лётчиков в городе Борисоглебске. По окончании её, с лета 1941 года служил в истребительном авиаполку Московского военного округа в подмосковной Кубинке. Член ВКП(б).
14 декабря 1941 года командир звена 11-го истребительного авиационного полка, ВВС Московского военного округа (6-й авиационный корпус ПВО страны) лейтенант Венедикт Ковалёв у железнодорожной станции Румянцево Волоколамского района Московской области, когда его крылатая машина была подбита и загорелась, повторил подвиг Николая Гастелло — направил свой самолёт в зенитную батарею противника, взорвал её и сам погиб смертью храбрых, открыв тем самым ведомой им группе путь к цели.
Указом Президиума Верховного Совета СССР «О присвоении звания Героя Советского Союза начальствующему составу войск противовоздушной обороны» от 4 марта 1942 года за «образцовое выполнение боевых заданий командования и проявленные при этом отвагу и геройство» удостоен посмертно звания Героя Советского Союза.

## Память
- В деревне Румянцево Истринского района Московской области в память о Герое установлена стела.
- Имя Героя Советского Союза В. Е. Ковалёва носит средняя школа № 20 города Брянска (в посёлке Городище), на которой установлена мемориальная доска.
- В 1987 году было принято решение Брянского горисполкома о переименовании 2-го Городищенского переулка в улицу Ковалёва, которое осталось неисполненным.